# 田村浩
田村 浩（たむら ひろし、1894年（明治27年）5月23日 - 1962年（昭和37年）12月3日）は、日本の陸軍軍人。最終階級は陸軍中将。旧姓・戸倉。

## 経歴
広島県出身。戸倉浩夫の二男として生まれ、左官職・田村直蔵の養子となる。ホノルル小学校、広島高等師範学校附属中学校（現広島大学附属中学校・高等学校）を経て、1916年（大正5年）5月、陸軍士官学校（28期）を卒業。同年12月、砲兵少尉に任官し野砲兵第6連隊付となる。1919年（大正8年）11月、陸軍砲工学校高等科（25期）を卒業。1921年（大正10年）4月から翌年3月まで、東京外国語学校英語科で委託学生として学んだ。1927年（昭和2年）12月、陸軍大学校（39期）を卒業し野砲兵第6連隊中隊長に就任。
1928年（昭和3年）6月、参謀本部付勤務となり、同年10月から1931年（昭和6年）12月までフィリピンに潜入した。その後、参謀本部付、野戦重砲兵第1連隊大隊長、台湾軍参謀、タイ公使館付武官、参謀本部付（香港駐在）などを務め、 1938年（昭和13年）7月、砲兵大佐に進級。同年9月、第21軍報道部長に発令され日中戦争に出征。1939年（昭和14年）8月、タイ公使館付武官に再任された。
1942年（昭和17年）2月、参謀本部付となって帰国し、同年4月、陸軍野戦砲兵学校教官に就任し、同年8月、陸軍少将に昇進して同校付となる。同年1941年12月、第12砲兵団長に発令され満州に赴任。1944年（昭和19年）5月、関東防衛軍参謀長に転じた。同年10月、西部軍司令部付となり帰国。同年11月、俘虜情報局長官に就任し、1945年（昭和20年）4月、陸軍中将に進級した。同年11月、俘虜調査部付となり、同年12月に復員。
1946年（昭和21年）4月、A級戦犯容疑者として逮捕され巣鴨プリズンに入所。同年5月、召集解除となる。1947年（昭和22年）11月28日、公職追放仮指定を受けた。1949年（昭和24年）2月9日、GHQ裁判の判決で重労働8年の有罪となり、1951年（昭和26年）12月に仮出所となった。

## 栄典
外国勲章佩用允許
- 1942年（昭和17年）12月28日 - タイ王国：王冠第一等勲章[7]